# Congressional Progressive Caucus
The Congressional Progressive Caucus (CPC) är med sina drygt 80 medlemmar den största formella grupperingen inom det demokratiska partiet i den amerikanska kongressen. 

## Grundandet
Nätverket grundades 1991 av sex medlemmar i Representanthuset: Ron Dellums (D-CA), Lane Evans (D-IL), Thomas Andrews (D-ME), Peter DeFazio (D-OR), Maxine Waters (D-CA) och Bernie Sanders (I-VT). 

## Ideologi
Enligt föreningens hemsida förespråkar nätverket högkvalitativ vård till överkomliga priser, frihandel, lön som man kan leva på, rätten för arbetare att organisera sig, avskaffande av stora delar av Patriot Act, legaliseringen av homoäktenskap, USA:s deltagande i internationella avtal såsom Kyoto-överenskommelsen, reform av reglerna för kampanjfinansiering, mindre makt till storföretagen, ökad inkomstskatt för höginkomsttagare, skattesänkningar för fattiga samt att den federala regeringen skall spendera mer på välfärdspolitik. 